# Дюпен, Жак
Жак Дюпен (фр. Jacques Dupin; 4 марта 1927, Прива — 27 октября 2012, Париж) — французский поэт, художественный критик.

## Биография и творчество

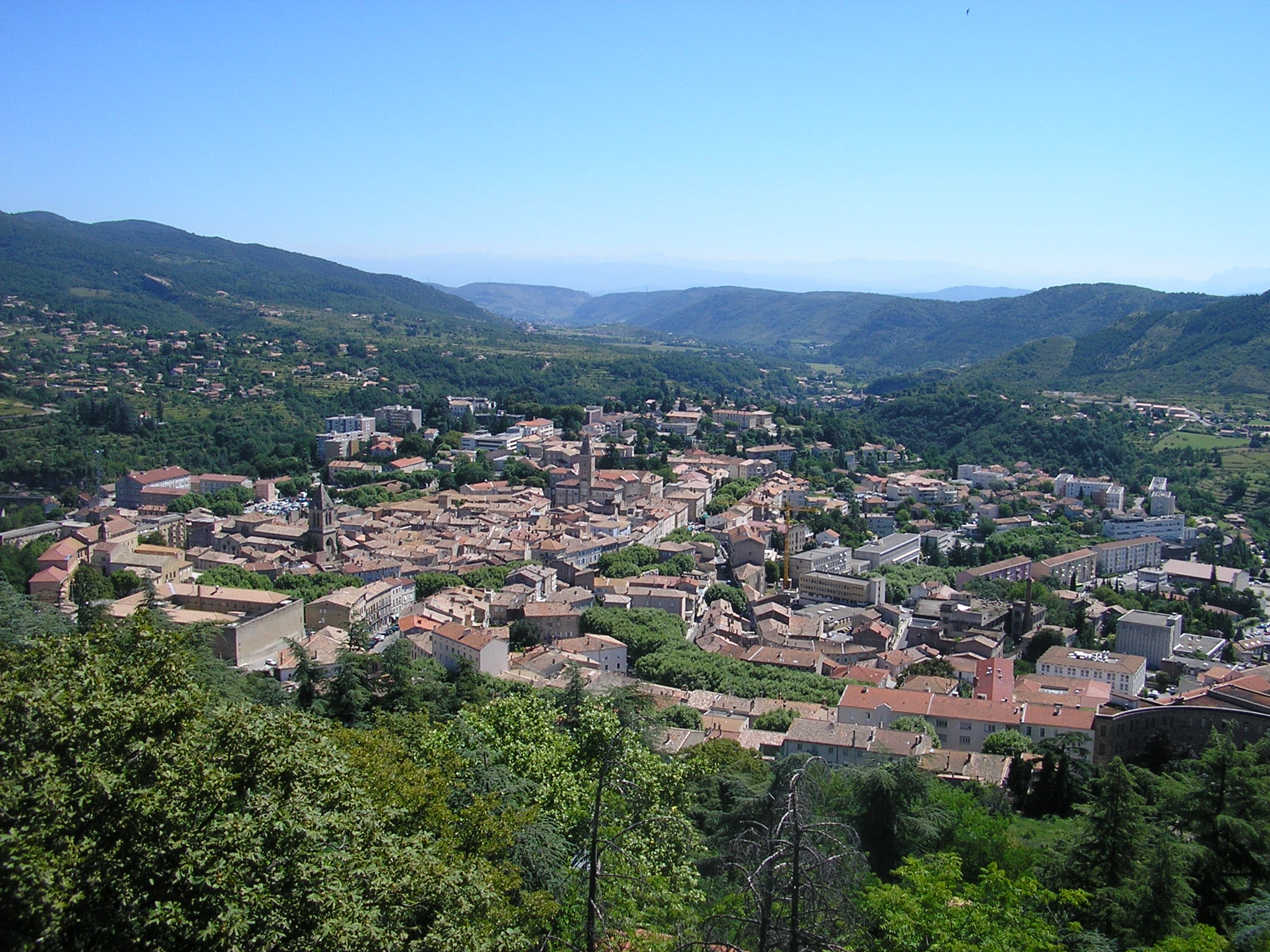
Вид Прива

В 4 года потерял отца, заведовавшего психиатрической клиникой, где Жак и родился. Воспитывался дедом, лионским нотариусом.  В 1944 году поселился в Париже, в 1947 познакомился с Рене Шаром, который помог молодому поэту и с которым Дюпен сохранял теплые отношения до 1975 г. В 1948 встретился с Понжем, Браком, Камю, Батаем, в 1950 стал секретарем журнала и издательства «Кайе д’ар» («Тетради по искусству»). Постоянно встречался с Брынкуши, В. Ламом, А. Колдером, Н. де Сталем, Пикассо, Ж. Миро, А.Массоном, А. Джакометти, а позднее — с Р. Юбаком, Э. Чильидой, А. Тапиесом, Ф. Бэконом (Бэкону принадлежит портрет Дюпена, 1990, см.: ), П. Алешинским, Хорхе Камачо, которые на многие годы стали его близкими друзьями. В 1954 подружился с А. дю Буше, И. Бонфуа и Ф. Жакоте. С 1955 сотрудничает с галереей Эме Мага, отвечает за её издательскую продукцию и прежде всего — журнал «Дерьер лё мируар» («Зазеркалье»). С 1966 издает вместе с друзьями журнал «Эфемер» (до 1972). В 1969 знакомится с Полом Остером, который переводит его на стихи на английский, они вместе выступают с чтениями в Нью-Йорке и Лондоне. В 1977 готовит ретроспективную выставку Анри Мишо и тесно сотрудничает с ним. С 1981 отвечает за издательскую продукцию парижской галереи Лёлон. В 1987 женевский журнал «Литературное обозрение» посвящает творчеству Дюпена специальный номер, в котором участвуют А.дю Буше, Бонфуа, П. Остер, Мишель Деги и др. Стихи Дюпена живут мучительным поиском самих основ человеческого существования и даже предсуществования, он работает со словом так же трудно и неукротимо, как Сезанн с красками и кистью. Книги Дюпена иллюстрировали А. Тапиес, А. Массон, Р. Юбак, Ж. Миро, Этьенн Айду, Владимир Величкович  и другие крупные художники, он — автор монографий о творчестве Миро, Джакометти, Тапиеса.
Скончался после второго инсульта.

## Признание
Стихи и эссе Дюпена переведены на английский (Полом Остером, Джоном Эшбери), немецкий (Паулем Целаном), испанский, итальянский, нидерландский и другие языки. Его стихи положены на музыку французскими композиторами Бетси Жолас (1959), Пьером Жодловски (1993), Жан-Жаком Ди Туччи (1996). Жак Дюпен — лауреат Национальной поэтической премии (1988), Большой премии Французской академии за поэзию (2010).

## Произведения
- Cendrier du voyage (1950)
- Art poétique (1956)
- Les Brisants(1958)
- L'Épervier(1960)
- Joan Miro (1961, переизд. 1993, эссе)
- Textes pour une approche sur Alberto Giacometti (1962, переизд. 1991, эссе).
- Gravir (1963)
- Treasurera (1969)
- Dehors (1975)
- Ballast (1976)
- L'Éboulement (1977, пьесы)
- Histoire de la lumière (1978)
- De nul lieu et du Japon (1981)
- Le Désœuvrement (1982)
- L’espace autrement dit (1982, избр. эссе об искусстве)
- Une Apparence de soupirail (1982)
- De singes et de mouches (1983)
- Les Mères (1986)
- Contumace (1986)
- Chansons troglodytes (1989)
- Rien encore, tout déjà (1991)
- Echancré (1991)
- Eclisse (1992)
- Matière du souffle (sur Antoni Tàpies, 1994, эссе)
- Le grésil (1996)
- Le corps clairvoyant: 1963—1982 (1999, избранные стихотворения)
- Ecart (2000)
- Matière d’infini (Antoni Tàpies, 2005)
- Coudrier (2006)
- M'introduire dans ton histoire (2007, избр. эссе о поэтах и поэзии)
- Par quelque biais vers quelque bord (2009, избр. эссе о художниках)
- Ballast (2009, стихи 1986-1996)

## На русском языке
- Противоядие (памяти Вадима Козового)// Твой нерасшатанный мир. М.: Прогресс-Традиция, 2001, с.230-234.
- Эссе о художниках// Пространство другими словами: Французские поэты XX века об образе в искусстве. СПб: Издательство Ивана Лимбаха, 2005, с.221-287.
- Стихи из книги Амбразура/Перевод Б. Дубина// Иностранная литература, 2014, №7, с.191-194

## О нем
- Richard J.-P. Onze études sur la poésie moderne. Paris: Seuil 1964, p. 340–363
- Raillard G. Jacques Dupin. Paris: Seghers, 1974.
- Viart D. L’écriture seconde: La pratique poétique de Jacques Dupin. Paris: Galilée, 1982.
- De Julio M. Rhetorical landscapes: the poetry and art criticism of Jacques Dupin. Lexington: French Forum, 1992.
- Llose E. Approches de Jacques Dupin. Amsterdam; Atlanta : Rodopi, 1993.
- Pesquès N. Balises pour Jacques Dupin. Paris: Fourbis, 1994.
- Jacques Dupin: L’injonction silencieuse. Paris: Table ronde, 1995.
- Brophy M. Voies vers l’autre: Dupin, Bonnefoy, Noël, Guillevic. Amsterdam: Rodopi, 1997.
- Strates, cahier Jacques Dupin. Paris: Farrago, 2000.
- Petterson J. Postwar figures of L’Ephémère: Yves Bonnefoy, Louis-René des Forêts, Jacques Dupin, André du Bouchet. Lewisburg: Bucknell UP; London: Associated UP, 2000.
- De Julio M. Jacques Dupin. Amsterdam; New York: Rodopi, 2005.
- Jacques Dupin ou l'effraction poétique.  Bandol: Vallongues, 2006 (материалы коллоквиума, 2004)
- Jacques Dupin. Matière d’origine. Le Cheilard: Faire Part, 2007
- 04.03: mélanges pour Jacques Dupin. Paris: P.O.L., 2007
- Cohen Fr. Singeries pour Jacques Dupin. Bordeaux: Éd. de l'Attente, 2010
- Jacques Dupin// Europe, 2012, №998/999 (специальный номер, посвященный поэту)